# Methana convexa
Methana convexa är en kackerlacksart som först beskrevs av Walker, F. 1869.  Methana convexa ingår i släktet Methana och familjen storkackerlackor. Inga underarter finns listade i Catalogue of Life.